# Mikałaj Kamiak
Mikałaj Michajławicz Kamiak (biał. Мікалай Міхайлавіч Камяк, ros. Николай Михайлович Комяк, Nikołaj Michajłowicz Komiak; ur. 28 maja 1952) – białoruski polityk, deputowany do Rady Najwyższej Republiki Białorusi XIII kadencji, w latach 1996–2000 deputowany do Izby Reprezentantów Zgromadzenia Narodowego Republiki Białorusi I kadencji.

## Życiorys
Urodził się 28 maja 1952 roku. Ukończył Białoruski Instytut Mechanizacji Gospodarstwa Wiejskiego, uzyskując wykształcenie inżyniera mechanika oraz Akademię Zarządzania przy Radzie Ministrów Republiki Białorusi, uzyskując wykształcenie menedżera ekonomisty. Pracował jako główny inżynier w kołchozie im. Kalinina, przewodniczący kołchozu „Drużba” w rejonie dobruskim, kierownik Wydziału Gospodarki Wiejskiej , I zastępca przewodniczącego Dobruskiego Rejonowego Komitetu Wykonawczego. Był członkiem Partii Agrarnej.
W drugiej turze wyborów parlamentarnych 28 maja 1995 roku został wybrany na deputowanego do Rady Najwyższej Republiki Białorusi XIII kadencji z dobruskiego okręgu wyborczego nr 92. 9 stycznia 1996 roku został zaprzysiężony na deputowanego. Od 23 stycznia pełnił w Radzie Najwyższej funkcję członka Stałej Komisji ds. Budownictwa Państwowego i Samorządu Lokalnego. Poparł dokonaną przez prezydenta Alaksandra Łukaszenkę kontrowersyjną i częściowo nieuznaną międzynarodowo zmianę konstytucji. 27 listopada 1996 roku przestał uczestniczyć w pracach Rady Najwyższej i wszedł w skład utworzonej przez prezydenta Izby Reprezentantów Zgromadzenia Narodowego Republiki Białorusi I kadencji. Pełnił w niej funkcję zastępcy przewodniczącego Komisji ds. Rolnych. Zgodnie z Konstytucją Białorusi z 1994 roku jego mandat deputowanego do Rady Najwyższej zakończył się 9 stycznia 2001 roku; kolejne wybory do tego organu jednak nigdy się nie odbyły.

## Życie prywatne
Mikałaj Kamiak w 1995 roku mieszkał w mieście Dobrusz.